# Апостольский нунций в Узбекистане
Апостольский нунций в Республике Узбекистан — дипломатический представитель Святого Престола в Узбекистане. Данный дипломатический пост занимает церковно-дипломатический представитель Ватикана в ранге посла. Апостольская нунциатура в Узбекистане была учреждена на постоянной основе в 1994 году.
В настоящее время Апостольским нунцием в Узбекистане является архиепископ Джованни Д’Аньелло, назначенный Папой Франциском 14 января 2021 года.

## История
Апостольская нунциатура в Узбекистане была учреждена на постоянной основе в 1994 году, папой римским Иоанном Павлом II. Однако апостольский нунций не имеет официальной резиденции в Узбекистане, в его столице Ташкенте и является апостольским нунцием по совместительству, эпизодически навещая страну. С 1994 года по 2008 год функции апостольского нунция в Узбекистане исполнял апостольский нунций в Казахстане, 2008 года — апостольский нунций в России. Резиденцией апостольского нунция в Узбекистане является Москва — столица Российской Федерации.

## Апостольские нунции в Узбекистане
- Мариан Олесь — (9 апреля 1994 — 11 декабря 2001 — назначен апостольским нунцием в Словении);
- Юзеф Весоловский — (16 февраля 2002 — 24 января 2008 — назначен апостольским нунцием в Доминиканской Республике);
- Антонио Меннини — (26 июля 2008 — 18 декабря 2010 — назначен апостольским нунцием в Великобритании);
- Иван Юркович — (22 июля 2011 — 13 февраля 2016 — назначен постоянным представителем Святого Престола при структурах ООН в Женеве и Всемирной торговой организации);
- Челестино Мильоре — (21 января 2017 — 11 января 2020 — назначен апостольским нунцием во Франции);
- Джованни Д’Аньелло — (14 января 2021 — по настоящее время).